# Supercopa de Italia 2018
La Supercopa de Italia 2018 fue la 31.ª edición de la Supercopa de Italia, que enfrentó al ganador de la Serie A 2017-18, la Juventus de Turín, contra el subcampeón de la Copa Italia 2017-18, la Associazione Calcio Milan. El partido se disputó el 16 de enero de 2019 en el King Abdullah Sports City de Yeda, Arabia Saudita.
La Juventus ganó el partido, con resultado de 1-0.

## Equipos participantes
| Juventus F. C. |  |  |  | Campeón de la Serie A 2017-18        |
| A. C. Milan.   |  |  |  | Subcampeón de la Copa Italia 2017-18 |

## Ficha del partido
| 1          | POR        | Wojciech Szczęsny    |     |
| 20         | DEF        | João Cancelo         |     |
| 19         | DEF        | Leonardo Bonucci     |     |
| 3          | DEF        | Giorgio Chiellini    |     |
| 12         | DEF        | Alex Sandro          |     |
| 30         | MED        | Rodrigo Bentancur    | 86' |
| 5          | MED        | Miralem Pjanić       | 65' |
| 14         | MED        | Blaise Matuidi       |     |
| 11         | DEL        | Douglas Costa        | 89' |
| 10         | DEL        | Paulo Dybala         |     |
| 7          | DEL        | Cristiano Ronaldo    |     |
| Entrenador | Entrenador | Massimiliano Allegri |     |

| 99         | POR        | Gianluigi Donnarumma |     |
| 2          | DEF        | Davide Calabria      |     |
| 17         | DEF        | Cristian Zapata      |     |
| 13         | DEF        | Alessio Romagnoli    |     |
| 68         | DEF        | Ricardo Rodríguez    |     |
| 79         | MED        | Franck Kessié        |     |
| 14         | MED        | Tiémoué Bakayoko     |     |
| 39         | MED        | Lucas Paquetá        | 71' |
| 7          | DEL        | Samu Castillejo      | 71' |
| 63         | DEL        | Patrick Cutrone      | 79' |
| 10         | DEL        | Hakan Çalhanoğlu     |     |
| Entrenador | Entrenador | Gennaro Gattuso      |     |

| 23 | MED | Emre Can              | 65' |
| 33 | MED | Federico Bernardeschi | 86' |
| 6  | MED | Sami Khedira          | 89' |

| 9  | DEL | Gonzalo Higuaín | 71' |
| 11 | MED | Fabio Borini    | 71' |
| 12 | DEL | Andrea Conti    | 79' |

| Anotado | 61' | Cristiano Ronaldo | 1 – 0 |

| Amonestado | 26'   | Alex Sandro    |
| Amonestado | 44'   | Miralem Pjanić |
| Amonestado | 90+4' | Paulo Dybala   |

| Amonestado | 21'   | Hakan Çalhanoğlu  |
| Amonestado | 45+2' | Samu Castillejo   |
| Amonestado | 87'   | Ricardo Rodríguez |

| Expulsado | 73' | Franck Kessié |

| Árbitro             | Luca Banti     |
| Árbitros asistentes | Fabiano Preti  |
| Árbitros asistentes | Matteo Passeri |
| Cuarto árbitro      | Marco Di Bello |
| VAR                 | Marco Guida    |
| Asistente VAR       | Gianluca Vuoto |

| 1          | POR        | Wojciech Szczęsny    |     |
| 20         | DEF        | João Cancelo         |     |
| 19         | DEF        | Leonardo Bonucci     |     |
| 3          | DEF        | Giorgio Chiellini    |     |
| 12         | DEF        | Alex Sandro          |     |
| 30         | MED        | Rodrigo Bentancur    | 86' |
| 5          | MED        | Miralem Pjanić       | 65' |
| 14         | MED        | Blaise Matuidi       |     |
| 11         | DEL        | Douglas Costa        | 89' |
| 10         | DEL        | Paulo Dybala         |     |
| 7          | DEL        | Cristiano Ronaldo    |     |
| Entrenador | Entrenador | Massimiliano Allegri |     |

| 99         | POR        | Gianluigi Donnarumma |     |
| 2          | DEF        | Davide Calabria      |     |
| 17         | DEF        | Cristian Zapata      |     |
| 13         | DEF        | Alessio Romagnoli    |     |
| 68         | DEF        | Ricardo Rodríguez    |     |
| 79         | MED        | Franck Kessié        |     |
| 14         | MED        | Tiémoué Bakayoko     |     |
| 39         | MED        | Lucas Paquetá        | 71' |
| 7          | DEL        | Samu Castillejo      | 71' |
| 63         | DEL        | Patrick Cutrone      | 79' |
| 10         | DEL        | Hakan Çalhanoğlu     |     |
| Entrenador | Entrenador | Gennaro Gattuso      |     |

| 23 | MED | Emre Can              | 65' |
| 33 | MED | Federico Bernardeschi | 86' |
| 6  | MED | Sami Khedira          | 89' |

| 9  | DEL | Gonzalo Higuaín | 71' |
| 11 | MED | Fabio Borini    | 71' |
| 12 | DEL | Andrea Conti    | 79' |

| Anotado | 61' | Cristiano Ronaldo | 1 – 0 |

| Amonestado | 26'   | Alex Sandro    |
| Amonestado | 44'   | Miralem Pjanić |
| Amonestado | 90+4' | Paulo Dybala   |

| Amonestado | 21'   | Hakan Çalhanoğlu  |
| Amonestado | 45+2' | Samu Castillejo   |
| Amonestado | 87'   | Ricardo Rodríguez |

| Expulsado | 73' | Franck Kessié |

| Árbitro             | Luca Banti     |
| Árbitros asistentes | Fabiano Preti  |
| Árbitros asistentes | Matteo Passeri |
| Cuarto árbitro      | Marco Di Bello |
| VAR                 | Marco Guida    |
| Asistente VAR       | Gianluca Vuoto |

| Supercopa de Italia        |
| Campeón Juventus 8º título |